# Ny
Ny es un dígrafo en varios idiomas como en el catalán, el húngaro, el malayo, el luganda, el tagalo / filipino y el suajili; en estos y otros idiomas denota la nasal palatal (/ɲ/), es decir, el sonido de la eñe.
Su uso es generalizado en idiomas de África occidental, si bien en algunos países ahora es más común usar la letra ɲ, del AFI. 
A veces se utiliza en el español moderno cuando no es posible utilizar la ñ, como por ejemplo en versiones iniciales de un programa de computación o en los nombres de los dominios de Internet.

## Aragonés
La escritura de la nasal palatal en el idioma aragonés ha sido un tema de debate desde la primera codificación escrita del idioma (grafía de Uesca) en 1987 por el Consello d'a Fabla Aragonesa en la convención de Huesca. El aragonés medieval utilizó muchos dígrafos distintos (ni: Boltania, Fanianares, Irunia. in: Fainanas, Cabainnas, Peinnalen. ny: Boltanya, Cabanyas. gn: Savignaneco, estagno. nn: Irunna, Capannas) pero los preferidos eran la ñ (en castellano) o ny (en catalán). Si bien se escogió la ñ, y se la ha utilizado en casi todos los textos de las últimas décadas, si bien este tema permanece controversial y algunos escritores continuaron promovieron el uso del dígrafo ny.

## Catalán
En el catalán, no se considera a ny como una única letra sino como un dígrafo seguido de una consonante (n seguido por y) para representar /ɲ/; la letra y en catalán se utiliza solo para formar ny y no tiene otra función en la escritura. Este dígrafo puede encontrarse en cualquier parte de una palabra: al inicio (nyap «basura»...), intervocálica (Catalunya «Cataluña», Espanya «España», canya «junco»...) y al final (estany «laguna», seny «sentido», alemany «alemán»...).

## Húngaro
La ny es la vigesimotercera letra del alfabeto húngaro y representa también /ɲ/; se pronuncia /ɛɲ/ en el alfabeto. A pesar de que n e y sean individualmente también dos letras del alfabeto húngaro (ergo, que representan diferentes sonidos) se consideran instancias de esta letra; 
Estos son ejemplos de palabras húngaras que utilizan la letra ny:
- anya, «madre»
- enyém, «mío»
- annyi, «mucho»
- anyós, «suegra»
- ernyő, «paraguas»

## Indonesio
En el indonesio, ⟨ny⟩ representa la nasal palatal /ɲ/. Hasta 1972 este dígrafo se deletreaba ⟨nj⟩ como en neerlandés. Por ejemplo, a España se le decía Spanjol (Spanyol en ortografía moderna.

## Español
En escritos del español antiguo ny se utilizaba ampliamente (al igual que nn o ni) para representar el mismo sonido palatal que del catalán, [ɲ]. Sin embargo, su uso se reemplazó por la ñ luego de la estandarización. Se puede utilizar ny en el español moderno cuando la ñ no está disponible. Aunque, esto no está recomendado por la RAE y además puede llegar a incluso causar confusión. Por ejemplo, la palabra «inyección», también tiene este dígrafo.
Ny también se utiliza en el idioma judeoespañol.

## Suajili
En suajili, ny representa la palatina nasal /ɲ/. Como suena otra consonante, solo puede aparecer al comienzo de una sílaba. Ejemplos:
- Kenya, «Kenia»
- Kinywa, «boca»
- Nyoka, «serpiente»
- Nyota, «estrella»
- Mnyama / wanyama, «animal / animales»
- Nyama, «carne»